# PGZ95
Der PGZ95 (alternative Bezeichnung Typ 95) ist ein chinesischer vollautonomer, allwetterkampffähiger Flugabwehrpanzer, der seit Mitte der 1990er-Jahre von Norinco hergestellt wird. Bezeichnungen des Fahrzeugs in früheren Produktionsstadien waren Typ 90-II und Typ 90-III.

## Geschichte
Der PGZ95 wird seit Mitte der 1990er-Jahre vom chinesischen Rüstungsbetrieb Norinco hergestellt. Der Panzer wurde erstmals auf einer Militärparade in Peking im Jahr 1999 gesichtet. Es wird angenommen, dass der italienische Flugabwehrpanzer SIDAM-25 als Vorbild diente, der ebenfalls mit vier 25-mm-Flugabwehrkanonen des Herstellers Oerlikon Contraves ausgestattet ist. Vermutlich hat China in den 1980er-Jahren mindestens einen SIDAM-25-Turm erhalten. China erwägt, eine Exportvariante des Fahrzeugs anzubieten. Seit den 2010er-Jahren ist die Ausmusterung des PGZ95 zugunsten des leistungsstärkeren PGZ09 geplant.

## Bewaffnung

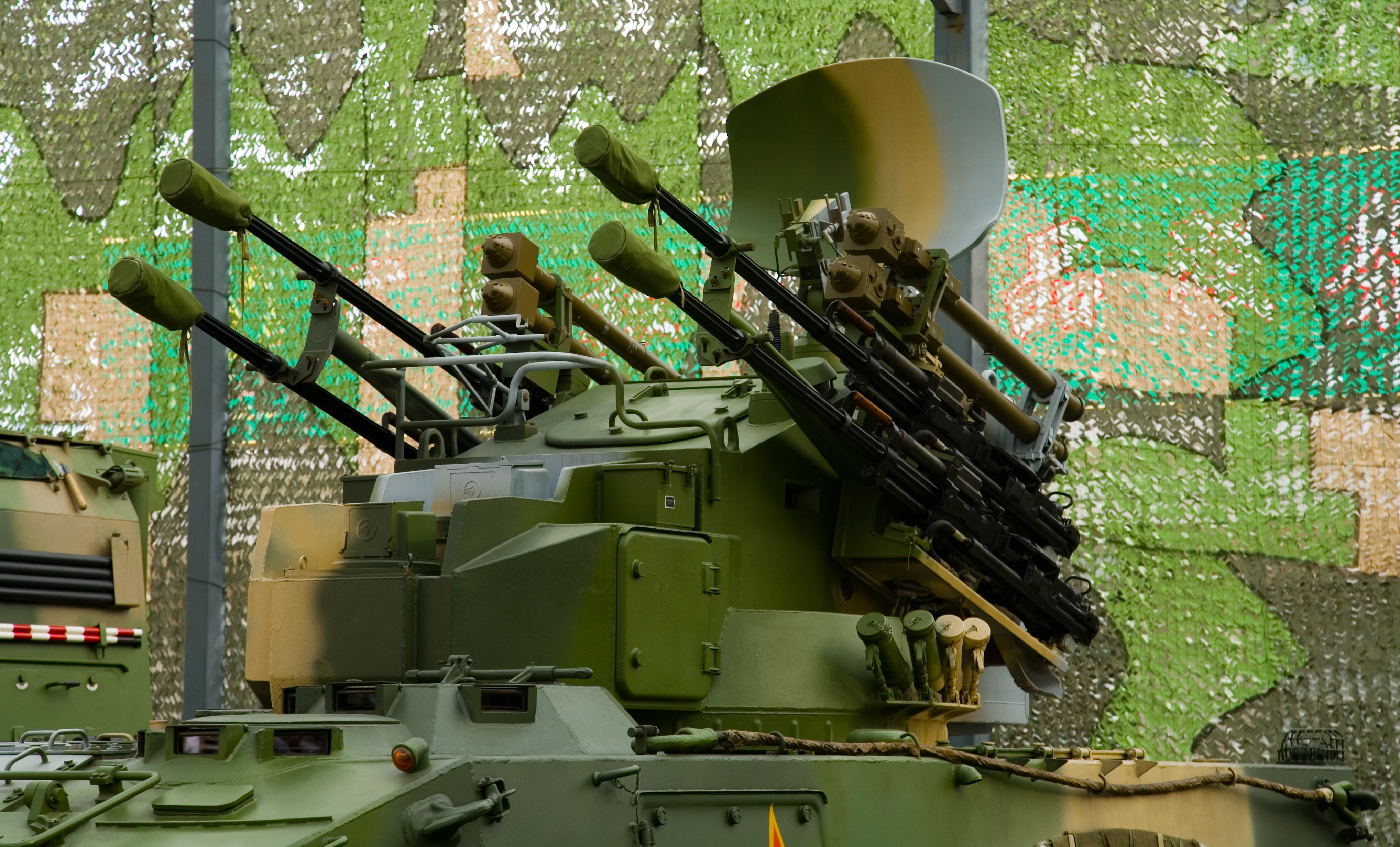
Nahaufnahme des Turms mit den vier 25-mm-Maschinenkanonen und vier QW-2-Flugabwehrraketen

Der Flugabwehrpanzer ist mit vier 25-mm-Typ-87-Maschinenkanonen bewaffnet, wobei jeweils zwei links und rechts vom Turm angebracht sind. Dieser Maschinenkanonentyp findet schon in mehreren verschiedenen Variationen in der chinesischen Armee Verwendung. Die Waffe hat eine Kadenz von 600 bis 800 Projektilen pro Minute. Der Munitionsvorrat beläuft sich auf 1000 Schuss 25-mm-Projektile. Die leeren Magazine werden aus dem Turm nach außen geworfen. Es besteht die Möglichkeit, einen automatischen Lademechanismus zu verwenden. Des Weiteren können die vier Maschinenkanonen neben Luftzielen auch leicht gepanzerte Bodenziele bekämpfen.
Zudem ist es möglich, den Typ 95 mit vier QW-2-Kurzstrecken-Boden-Luft-Raketen zu bestücken, die, wie die Rohrwaffen, jeweils zweifach übereinander links und rechts am Turm angebracht sind. Dieser Raketentyp stellt das chinesische Plagiat des russischen schultergestützten Raketentyps Igla-1 dar. Er ist wie das russische Vorbild infrarotgelenkt. Die effektive Einsatzhöhe reicht von 10 bis 3.500 m und die Einsatzreichweite von etwa 500 bis 6000 m. Typischerweise werden die Flugabwehrraketen gegen weiter entfernte Ziele und die 25-mm-MK gegen Flugzeuge und Hubschrauber bis zu einer Entfernung von 2500 Metern und einer maximalen Flughöhe von 2000 Metern eingesetzt.
Am hinteren Teil des Turmes befindet sich das CLC-1-Dauerstrichradar, das im S-Band (2,7–3,5 GHz) arbeitet. Die vermutete Radarreichweite beträgt 11 Kilometer und ist darauf optimiert, tieffliegende Ziele zu erfassen. Zudem ist der PGZ95 mit vier Rauchgranatwerfern auf jeder Seite des Turms bestückt.